# Cattedrale dell'Immacolata Concezione (Sumbe)
La cattedrale dell'Immacolata Concezione (in portoghese: Sé Catedral de Nossa Senhora da Conceição) si trova a Sumbe, in Angola ed è la cattedrale della diocesi di Sumbe.

## Storia e descrizione
La cattedrale sorge su un altopiano di fronte al mare ed è frutto di un progetto del 1966 di Francisco Castro Rodrigues. La struttura si compone di tre elementi distinti in calcestruzzo e mattoni a vista, gesso e alluminio, uniti da una base continua di mattoni pieni. Elementi architettonici principali sono: la torre prismatica, il battistero e la navata a sezione triangolare che richiama la topografia della preesistente collina su cui sorge la chiesa, prima che fosse spianata per consentire l'azione dei venti marini sulla città. Il design degli interni riprende l'espressione degli elementi strutturali dell'edificio.